# IC 4352
IC 4352 ist eine Spiralgalaxie vom Hubble-Typ Sab im Sternbild Zentaur am Südsternhimmel. Sie ist rund 221 Millionen Lichtjahre von der Milchstraße entfernt.
Das Objekt wurde am 19. Mai 1898 von Lewis Swift entdeckt.